# Generał Italia
Generał Italia, początkowo także Gen. Italia – kreskówka emitowana w 4fun.tv w cyklu Kartony. Jej autorem jest Bartosz Walaszek, który również użycza głosu większości postaci.
Akcja serialu toczy się w czasie II wojny światowej, w czasach współczesnych oraz w niedalekiej przyszłości, a zdarzenia historyczne są swobodnie modyfikowane. W serialu pojawiają się bohaterowie reprezentujący 3 walczące ze sobą nacje – Niemcy, Polacy oraz Rosjanie. Ich dialogi są stylizowane na narodowe języki. Odcinki trwają kilka minut i zazwyczaj nie są ze sobą powiązane fabułą. Spin offy są dłuższe i dzielą się na kilkuminutowe części. Serial dozwolony jest dla widzów – w zależności od odcinka – od 12, 16 (najczęściej) lub 18 roku życia. Głosów postaciom użyczyli Bartosz Walaszek, Krzysztof Radzimski i Monika Szczęk.

## Bohaterowie

### Polacy
- Generał Bogdan Italia[a] – tytułowy, lecz nie główny bohater serialu. Podczas II wojny światowej dowodzi m.in. załogą czołgu Blondyn 103. Jest mężczyzną niskiego wzrostu, przy kości. Jego cechą charakterystyczną jest bardzo ochrypnięty i zniekształcony głos. Jest to spowodowane uszkodzeniem krtani, które posiada od dzieciństwa, kiedy to uderzył go mały Adolf Hitler. Za prezydentury Donalda Tuska dzięki żeliwnym strunom głosowym mówi już normalnie. Posiada również syna, wszytą w skórę kamizelkę kuloodporną z Bełchatowa oraz zdolność przemieniania się w Ultra Mega Orła – białego orła w koronie, ze skrzydłami husarii na plecach, czasami dosiadającego konia o imieniu Kościuszko. W 2050 r. został przywrócony do życia jako cyborg, by pokonać Niemców, którzy opanowali świat.
- Szeregowy Kłyś – kompan generała i jeden z jego najdzielniejszych i najodważniejszych żołnierzy. Podobnie jak generał jest niskiego wzrostu i jest też dosyć gruby. Cechuje się sprytem i inteligencją. Nie ma oporów przed zabijaniem Niemców. Za postrzelenie w Iraku samego siebie zdegradowany ze stopnia majora z powrotem do szeregowego.
- Szeregowy Szeregowy – kompan Kłysia, jest mało rozgarnięty, wysoki i chudy. Za prezydentury Tuska – w stopniu majora.
- Hans – zakamuflowany jako oficer Abwehry agent polskiego wywiadu. Pracuje w kwaterze Rzeszy, gdzie dokonuje aktów sabotażu i kradnie informacje Niemcom. Mieszka w Berlinie wraz z nieumiejącą gotować żoną, która (ku jego nieświadomości) również jest agentką wywiadu polskiego. Występuje tylko w pierwszej serii.
- Sanitariuszki Gruszki – siostry bliźniaczki, niezbyt inteligentne i mało atrakcyjne. Eulalia cierpi na kłopoty z pęcherzem, przez co często oddaje mocz w krzakach. Euzebia pojawia się rzadko i cierpi z powodu częstych biegunek. Obie zabierają rannych, polskich żołnierzy do szpitala polowego. Występują tylko w pierwszym sezonie.
- Prezydent Donald Tusk – prezydent Polski, miłośnik Kapitana Bomby. Wysyła generała Italię na niebezpieczne misje. Podczas apokalipsy został mianowany papieżem, natomiast po III wojnie światowej pełni funkcję prezydenta podziemia. Występuje w czwartym sezonie. W epizodzie z czasów II wojny światowej pojawił się również jego dziadek – żołnierz Wehrmachtu.

### Niemcy
- Adolf Hitler – główna postać negatywna serialu. Wódz III Rzeszy. Urodził i wychowywał się w Warszawie, a po śmierci rodziców mieszkał u ciotki w Monachium. W wieku 35 lat zrobił sobie operację plastyczną, by móc zająć się polityką. W dniu apokalipsy w imieniu Lucyfera podbił Ziemię. Okrutny i złośliwy. W trzecim sezonie pokazany jest jako bardziej zdziecinniały i mniej zaangażowany w prowadzenie wojny. W drugim sezonie jest wyższy.
- Brat bliźniak Adolfa Hitlera – gdy zobaczył okrucieństwa wojny wywołanej przez swojego brata, również zrobił sobie operację plastyczną i przystąpił do spisku z Rosjanami. Zajął miejsce wodza III Rzeszy i wyruszył na rozmowy pokojowe z Polakami, jednak porwany Adolf zdołał się wyswobodzić i go zabił. Występuje tylko w pierwszym sezonie.
- Hitler Jugend – syn Adolfa Hitlera, w polskich napisach tłumaczony jako Hitler Jurek. Rozstaje się z ojcem we wzajemnym gniewie, by żyć z Cyganami, którzy go porwali. Występuje tylko w trzecim sezonie.
- Obersturmbannführer Bekenbauer – SS-mann, prawa ręka Hitlera. Często musi się opiekować swoim wodzem, jednak – mimo że dostrzega jego zdziecinnienie – pozostaje mu wierny. W rzeczywistości jest robotem i kocha Hitlera jak ojca. Występuje od trzeciego sezonu.
- Podolski i Balak – mało rozgarnięci, barczyści SS-mani, specjalizujący się w torturach. Balak jest głupszy, ale też brutalniejszy, przez co wzbudza strach nawet u swojego przełożonego – Bekenbauera. Występują w trzecim sezonie.
- Generał Kloze – występuje w trzecim sezonie. Zabity przez Balaka podczas przesłuchania, niesłusznie podejrzany o współudział w porwaniu Hitlera. Miloslav Kloze jest też twórcą filmu propagandowego o Cyganach.
- Sztefen Miller – w trzecim sezonie pod postacią różnych potworów staje na drodze głównym bohaterom, niezależnie od ich narodowości. Po III wojnie światowej – w czwartym sezonie – jako Generalgubernator zarządza dawną Polską.
- Uwe – niebieskooki blondyn, który wstąpił do armii niemieckiej po odkryciu, że jego żona zdradza go z sąsiadem-żydem. Został ranny na froncie i trafił do szpitala polowego, gdzie wrócił do zdrowia. Występuje tylko w pierwszym sezonie.
- Żona Uwe – niebieskooka blondynka, która zdradzała swego męża z sąsiadem. Gdy Uwe walczył na froncie, myślała, że zginął, jednak otrzymała list z wiadomością, że jej mąż znajduje się w szpitalu polowym. Udała się do szpitala, aby go odwiedzić, jednak została poddana eksperymentowi genetycznemu, w wyniku którego przemieniła się w bezmyślną siłaczkę zabijającą wszystkich ludzi w swoim otoczeniu. Ostatecznie zginęła przygnieciona automatem. Występuje tylko w pierwszym sezonie.
- Syn Uwe – w przeciwieństwie do rodziców miał czarne włosy. Miał niecałe 10 lat, kiedy pojechał na front, by odnaleźć swego zaginionego ojca. Zginął wypadając z ciężarówki wojskowej na terenie Polski. Występuje tylko w pierwszym sezonie.

### Rosjanie
- Józef Stalin – przywódca rosyjski, główny przeciwnik Hitlera w trzecim sezonie. Postać negatywna. Ma siedzibę w Stalingradzie Zdroju w jednym z mieszkań bloku.
- Bubka – tyczkarz, prawa ręka Stalina (rosyjski odpowiednik Bekenbauera). Wykorzystuje spryt. Wiernie oddany Stalinowi. Występuje w trzecim sezonie.

W serialu pojawiają się również inni Polacy i Niemcy, a także postacie z serialu Kapitan Bomba, będące głównymi bohaterami niektórych odcinków.

## Pierwszy sezon
Pierwszy sezon Generała Italii miał premierę w 2004. Fabuły poszczególnych odcinków koncentrują się na przedstawieniu działań wojennych na frontach II wojny światowej (m.in. licznych zamachów na Hitlera). W tej serii pojawiają się Polacy i Niemcy.
Odcinki 1. sezonu
- Gen. Italia (~2001)
- Akcja Rabarbar!
- Akcja J22
- Achtung Minen
- SS-mak
- W.K.Ü.
- Nach front!
- Chora krtań
- Łesternplatte
- Zamach
- Der Eksperimenten
- Bajery językowe
- Kontrol
- Panzerhund
- Vater
- Neue Rozkazen
- Święta
- Mrówkenessen
- Zaminować
- Syrenki
- Bazyliszek
- Wolny Mosten
- Geburtstag
- Sztefen Wywoływacz

## Drugi sezon
Jedyną postacią z poprzedniej serii pojawiającą się w tym sezonie jest Adolf Hitler. W tej serii debiutują dwaj polscy żołnierze – Mariusz i Mariusz.
Odcinki 2. sezonu
- Siku
- Mamy Cię
- Das Wściekłen Wiewiórken
- Dzielny Wojak Mariusz
- Okopy
- Peryskop
- Hitlerowskie zagadki
- Nuda
- Syreny
- Okopowe Przygody
- Ekskluzywny Papier

## Trzeci sezon
Miał swoją premierę w 2007. Stroną techniczną bardzo przypomina 2. serię. Mimo iż akcja wciąż dzieje się w czasie II wojny światowej, to w wielu odcinkach znajdują się odniesienia do czasów współczesnych: znanych filmów, postaci, zjawisk i seriali. Serial przybrał też cechy groteski. W sezonie tym pojawia się Józef Stalin, który jest głównym czarnym charakterem (z wyjątkiem pierwszych odcinków sezonu, gdzie głównym bohaterem jest Adolf Hitler). W początkowych odcinkach sezonu występują głównie Rosjanie i Niemcy, w późniejszych także Polacy.
Odcinki 3. sezonu
- Das Atleten
- Genetyka Wojenna
- Die Rekinen
- Die Sygnature
- Der Krankkrizis
- Das Gaz
- Pomyłka
- Ich Mochte zu Hause
- www.randken.ss
- Invigilator 007
- Der Dyskoteken
- Das Helmut
- Die Jugend
- Eurowizja
- Okopowe Przygody
- Święta

## Czwarty sezon
Kontynuacja przygód Generała i jego oddziału osadzona została w czasach współczesnych oraz niedalekiej przyszłości.
Odcinki 4. sezonu
- Fontanna Młodości
- Dżihad
- Świńska Grypa
- Git Produkcja
- Lampa Dżina
- Poszukiwania Lajkonika
- Liść Lauru
- Demon Welkop Proman
- EURO 2012
- Wigilia
- Pierwszy Laser Rzeczypospolitej
- Buczek
- Powódź

## Spin off
- Wyprawa po zaginioną Arkę
- Złoto Wampirów
- Poszukiwacze Świętego Graala
- Chory Hitler
- Odkrywcy Utopionej Atlantydy